# Muscopteryx hinei
Muscopteryx hinei är en tvåvingeart som beskrevs av Henry J. Reinhard 1944. Muscopteryx hinei ingår i släktet Muscopteryx och familjen parasitflugor.
Artens utbredningsområde är Florida. Inga underarter finns listade i Catalogue of Life.